# 大浦駅 (新潟県)
大浦駅（おおうらえき）は、かつて新潟県南蒲原郡下田村（現在の三条市下大浦）に存在した日本国有鉄道弥彦線の駅である。

## 歴史
- 1927年（昭和2年）
  - 7月31日：越後鉄道の駅（一般駅）として開業[1]。
    - 駅名は、最初「越後高岡駅」になる予定であったが、開業の40日前に大浦駅に変更された[2]。

  - 10月1日：国有化[1]、国有鉄道弥彦線の駅となる[3]。
- 1944年（昭和19年）10月16日：休止[1]。
- 1946年（昭和21年）
  - 6月11日：再開に向け構内で敷設工事の起工式挙行[4]。
  - 10月1日：再開[1]。
- 1960年（昭和35年）3月25日：貨物の取扱を廃止[1]。
- 1963年（昭和38年）5月1日：業務委託駅となる[5]。
- 1976年（昭和51年）4月1日：荷物の取扱を廃止[6]。 駅員無配置駅となる[7]。
- 1985年（昭和60年）4月1日：東三条 - 越後長沢間廃線により廃止[1]。

## 駅構造
単式ホーム1面1線のみを持つ地上駅で、木造平屋建ての駅舎があった。無人駅だった。

## 利用状況
1981年度の1日平均乗車人員は42人である。

## 現在の駅周辺

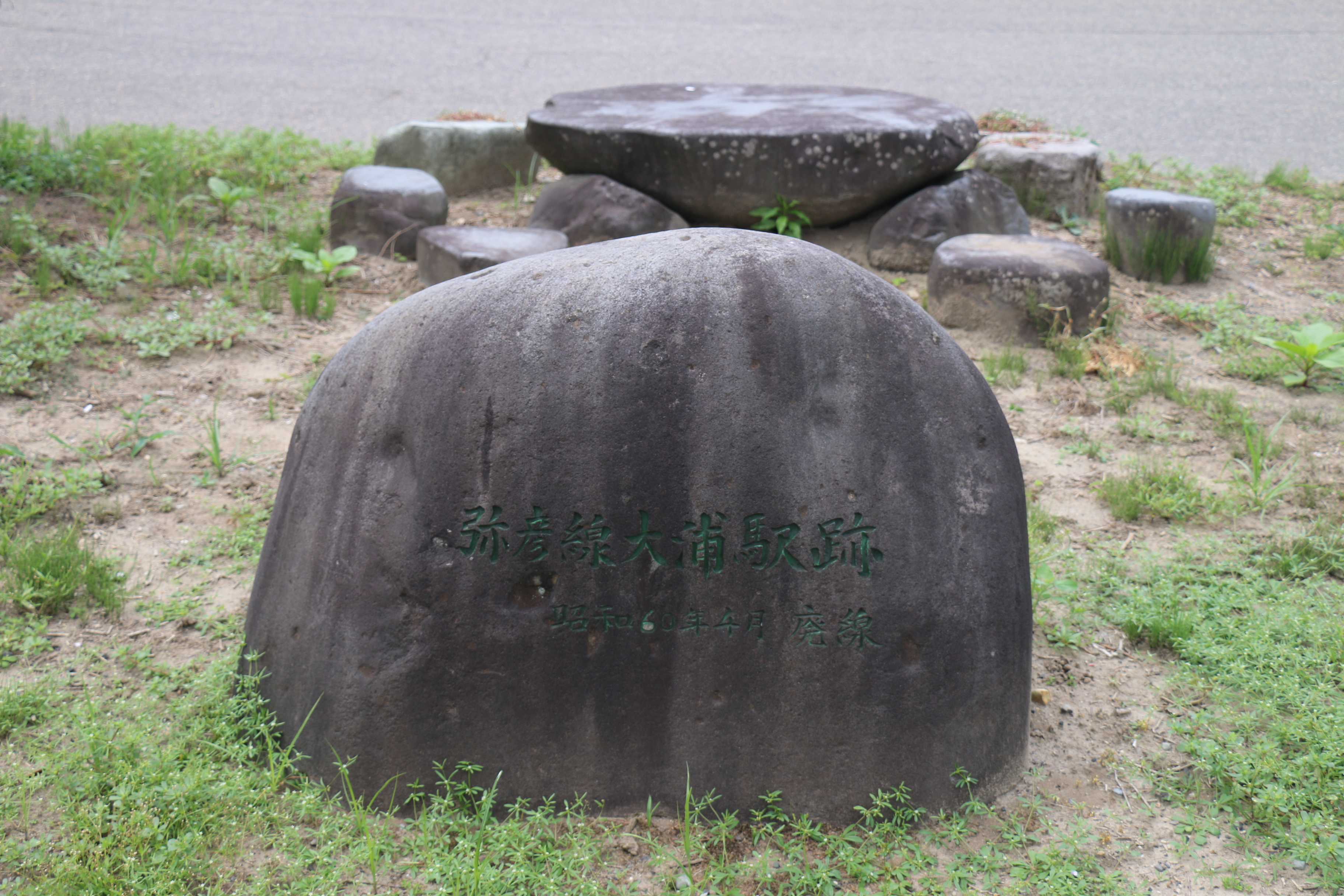
駅跡にある石碑（2016年8月）

旧駅前の南側には下大浦の集落、駅裏側の北側には五十嵐川左岸沿いの高岡の集落がある。駅舎跡は両集落のほぼ中間に位置しており、高岡側を縦貫する五十嵐川左岸の堤防上は国道289号の旧道区間にあたる新潟県道331号三条下田線の経路となっている。
廃線後の軌道敷は国道289号のバイパス道路の整備に充てられ、駅舎跡には当時の下田村が整備した休憩施設「ひめさゆりパーク」が所在し、「弥彦線大浦駅跡」の石碑が建立されているほか、トイレなどが設けられている。国道沿いには、廃止以前から前掲の旧道経由で運行されていた越後交通の「高岡」バス停留所がバイパス開通後に移設されており、下り（長沢・八木ヶ鼻温泉方面）・上り（東三条駅方面）とも自転車歩行者道沿いにバスベイが整備されている。

## 隣の駅
日本国有鉄道
弥彦線
越後大崎駅 - 大浦駅 - 越後長沢駅